# Ombre bianche (film 1928)
Ombre bianche (White Shadows in the South Seas) è un film del 1928 diretto da W. S. Van Dyke e, non accreditato, Robert J. Flaherty.

## Trama
Una società occidentale dedita al commercio di perle ha il proprio avamposto in un'isola della Polinesia, dove, nella persona del direttore, Sebastian, fa uso della manodopera locale per il pericoloso compito di recuperare i preziosi dal fondo marino. Solo il dottor Matthew Lloyd si oppone a questo sfruttamento, che ha portato spesso i nativi a gravi infortuni e anche alla morte, al punto che Sebastian decide di sbarazzarsi di lui.
Attratto con il falso pretesto che un'imbarcazione di passaggio necessitasse di aiuto medico in quanto l'equipaggio sarebbe stato in preda ad una malattia infettiva, Lloyd sale sulla nave per poi scoprire che in realtà tutti a bordo erano già morti: alcuni inviati di Sebastian allora legano il dottore ad un albero della nave e la lasciano andare alla deriva. Quando Lloyd riesce a liberarsi è troppo tardi: un tifone ha investito l'imbarcazione, e Lloyd fa naufragio su un'isoletta.
Gli abitanti dell'isola, che finora non avevano mai incontrato un cosiddetto "uomo bianco", lo accolgono festosamente. Più avanti il dottore riesce anche a salvare un ragazzo, figlio di un capo-tribù, dall'annegamento, mentre gli isolani lo davano già per morto. In tal modo Lloyd aumenta il proprio prestigio presso i nativi, e riesce ad approfondire la conoscenza della sorella del giovane, Faya Way, prima sottoposta a tabù e quindi inavvicinabile, con la quale inizia una relazione amorosa.
Lloyd e gli abitanti dell'isola studiano le rispettive abitudini e se ne stupiscono: il dottore nota che i nativi utilizzano le ostriche per trarne, dalla conchiglia, ami per la pesca, e buttano via l'eventuale perla, mentre i polinesiani sono altrettanto sorpresi dal fatto che Lloyd butti via le conchiglie e tenga le perle. Questa possibilità di arricchirsi sfiora per un attimo la mente di Lloyd e risveglia la sua cupidigia: egli accende un grande falò su una scogliera nella speranza che qualche nave di passaggio lo scorga e venga a recuperarlo. Poi, però, considerando Faya Way, intristita dall'inquietudine del suo amato, decide di fare a meno della cosiddetta civiltà, e di stabilirsi nell'isola: lui e Faya Way spengono il fuoco.
Ma una nave di Sebastian, avendolo avvistato, il giorno dopo approda nell'isola, sempre fra la gioia degli abitanti, nonostante gli avvertimenti di Lloyd di tenersi lontano da simili visitatori. Sebastian incontra Lloyd, che credeva morto, e gli dice che intende aprire una postazione commerciale nell'isola. Lloyd è naturalmente contrario, e fra i due si giunge a una colluttazione, al termine della quale il dottore è ferito a morte da un colpo di pistola.
Tempo dopo Sebastian e i suoi collaboratori sono stanziati nell'isola ed hanno iniziato anche lì ad effettuare la loro impresa; Faya Way, in abiti occidentali, li guarda con occhi tristi.